# Bracketpolynoom
In de knopentheorie, een deelgebied van de wiskunde, is het bracketpolynoom, ook bekend als de Kauffman-bracket, een polynomiale invariant van geframede schakels. Hoewel het niet een invariant van knopen of schakels is, aangezien het geen invariant is onder type I Reidemeister-bewegingen, levert een geschikte 'genormaliseerde' versie de beroemde knoopinvariant op, die de Jones-veelterm wordt genoemd. Het bracketpolynoom speelt een belangrijke rol in het verenigen van de Jones-veelterm met andere kwantuminvarianten. Kauffmans interpretatie van de Jones-veelterm in het bijzonder laat een algemene vorm naar invarianten van 3-variëteiten toe.
- MathWorld. Bracket Polynomial.
- Dit artikel of een eerdere versie ervan is een (gedeeltelijke) vertaling van het artikel Bracket polynomial op de Engelstalige Wikipedia, dat onder de licentie Creative Commons Naamsvermelding/Gelijk delen valt. Zie de bewerkingsgeschiedenis aldaar.